# 치킨 샌드위치 전쟁

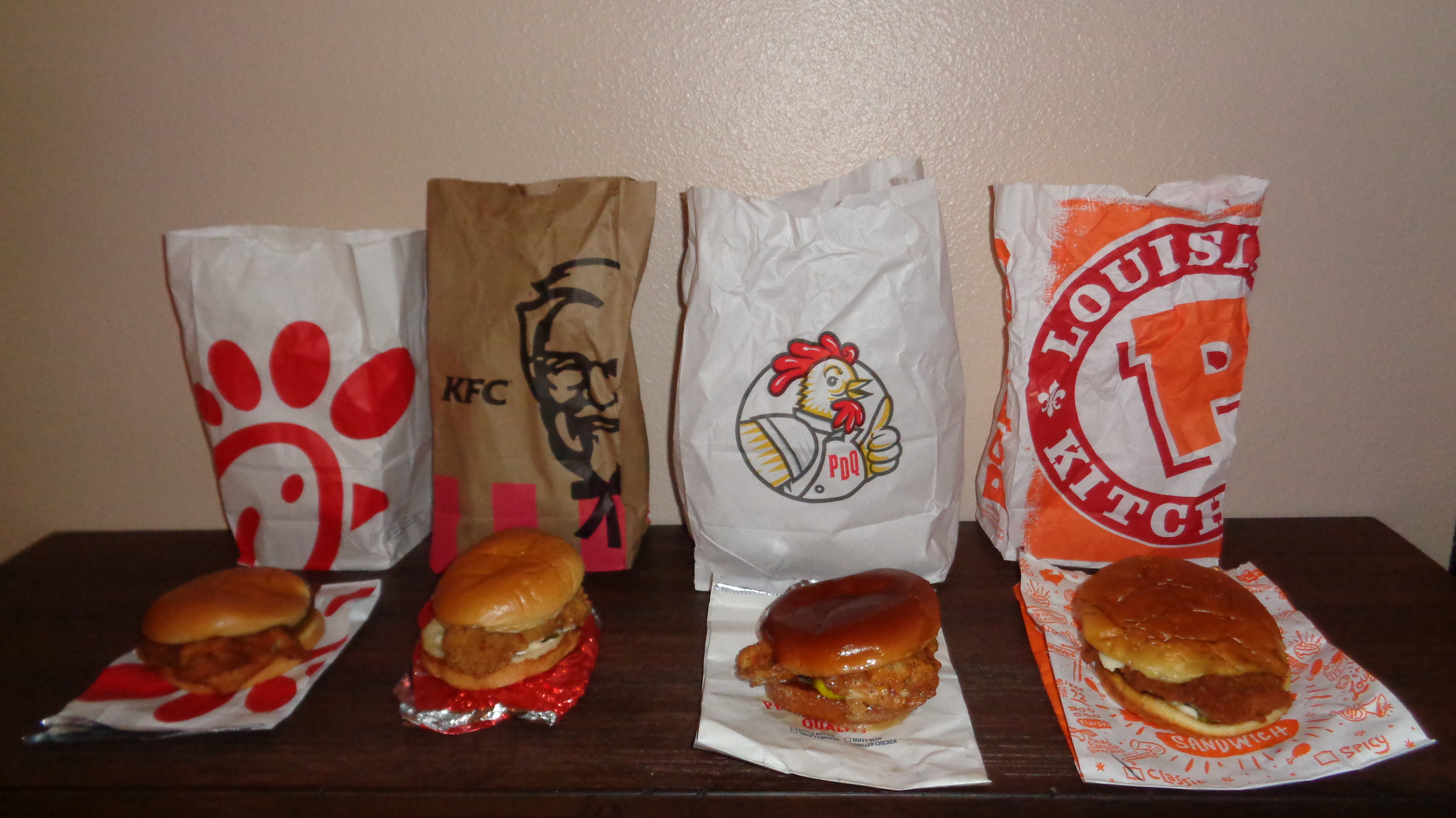
2019년에 칙필레, KFC, PDQ, 파파이스에서 구입한 프라이드 치킨 샌드위치 (왼쪽부터)

치킨 샌드위치 전쟁(영어: Chicken sandwich wars)은 미국에서 수많은 미국 퀵 서비스 레스토랑 체인점들이 프라이드 치킨 샌드위치를 메뉴에 추가했던 마케팅 트렌드이다. 이 현상은 2019년 파파이스와 칙필레가 누가 먼저 그러한 메뉴를 선보였는지에 대해 논쟁을 벌이면서 시작되었다. 이후 2년 동안 20개 이상의 미국 패스트푸드 브랜드가 프라이드 치킨 샌드위치를 메뉴에 추가했다.

## 역사

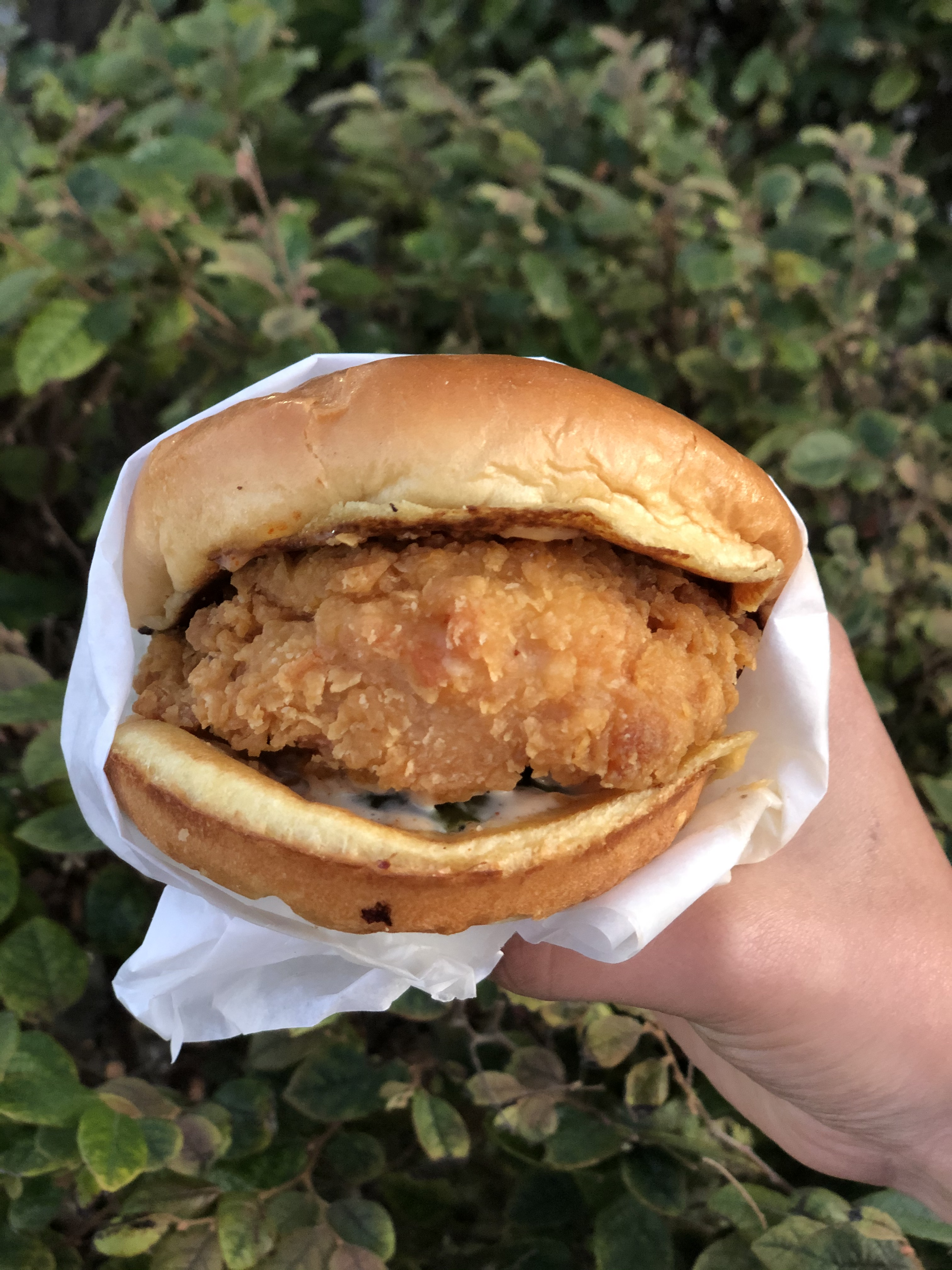
미국 체인 파파이스는 2019년 프라이드 치킨 샌드위치를 출시했다

2019년 8월 12일, 파파이스가 프라이드 치킨 샌드위치를 메뉴에 추가하자, (21세기에 닭고기 소비 증가에 힘입어 시장 점유율이 증가했던 체인인)칙필레가 트윗을 통해 자사의 프라이드 치킨 샌드위치가 파파이스의 샌드위치보다 먼저 출시되었다고 주장했다. 두 레스토랑 체인 간의 소셜 미디어 대화가 이어졌고, 뉴욕 타임스는 "일주일 반 동안 인터넷을 사로잡았다"고 보도했다.
2019년 말까지 파파이스는 38%의 매출 증가를 보였으며, 이러한 사업 급증은 대부분 새로운 치킨 샌드위치 덕분이었다. 코미디 시리즈 새터데이 나이트 라이브의 11월 에피소드에서는 해리 스타일스가 파파이스 치킨 샌드위치의 인기를 패러디한 스케치에 출연했다.
파파이스 메뉴 품목의 인기에 대응하여 추가적인 패스트푸드 체인점들이 자체 메뉴에 프라이드 치킨 샌드위치 제공을 추가하거나 확장했다. 2021년 1월까지 20개 이상의 미국 패스트푸드 브랜드가 치킨 샌드위치를 출시하거나 재출시했다. 파파이스와 칙필레 외에도 골든 칙, KFC, 팻버거, 처치스 치킨, 웬디스, 버거파이, 잭스비즈, 모모푸쿠(레스토랑), 잭 인 더 박스, 소닉, 칼스 주니어, 쉐이크쉑, 보스턴 마켓, 맥도날드, 폴로 캄페로, 타코벨(치킨 샌드위치 타코를 출시), 보장글스, 파네라 브레드, 버거킹, 그리고 판다 익스프레스(오렌지 치킨 샌드위치를 출시) 등이 포함되었다. 2021년 7월 마케팅 행사에서 에어헤드 캔디는 시카고 레스토랑 프랜시스 델리 & 브런치리와 함께 한정판의 참신한 치킨 샌드위치를 선보였다. 이 샌드위치는 신맛 캔디로 만든 번 위에 제공되었다.
파파이스는 2021년 7월 28일 "우리는 평화롭게 온다"는 8조각 치킨 너겟 메뉴 품목의 홍보의 일환으로 휴전을 선언했다. 파파이스는 또한 경쟁업체로부터 1,000,000달러 상당의 치킨 너겟을 구매하여 이를 그레이터 뉴올리언스와 아카디아의 세컨드 하베스트 은행에 기부했다. 치킨 샌드위치 전쟁은 2021년 이후 "덜 격렬"해졌으며, 치킨 샌드위치에 대한 소비자 선호도는 그 시점부터 2023년까지 거의 변하지 않았다. 라보뱅크 단백질 분석가 크리스틴 맥크라켄은 높은 소고기 가격이 갈등의 재발을 초래할 수 있다고 추측했다.

## 경제적 영향
에디슨 트렌드에 따르면 "이 분석에 포함된 모든 레스토랑에서 치킨 샌드위치에 대한 온라인 지출은 2019년 1월부터 2020년 12월까지 420% 증가했다"고 밝혔다. 이는 팬데믹 기간 동안 온라인 지출로의 전환에 의해 촉진되었을 가능성이 높다. 2021년 4월, 맥도날드의 프랜차이즈들은 하루에 약 262개의 치킨 샌드위치를 판매하고 있었다.
치킨 샌드위치 전쟁의 발발과 강도, 그리고 미국의 코로나19 범유행으로 인한 기존 공급망 혼란이 겹쳐, 2021년 봄부터 미국에서 닭고기 부족 현상이 보고되었다. 미국계육협회는 그해 5월 협회 대변인이 "매우 타이트한 공급이지만 부족까지는 아니다"라고 말하며 국가 가금류 공급의 혼란에 대한 대중의 우려를 불식시키려 했다. 같은 달, 미국의 닭고기 가격은 3년 만에 최고치를 기록했으며, 버밍엄 뉴스는 이 가격 급등의 주된 원인을 치킨 샌드위치 전쟁으로 지목했다. 한편, 파파이스는 여름 메뉴 확장을 앞두고 닭고기를 비축하기 시작했다.

## 대중문화에서
- 팟캐스트 마이 브라더, 마이 브라더 앤 미는 2016년부터 "먼치 스쿼드"라는 코너를 진행해왔는데, 저스틴 맥엘로이가 기이한 음식 보도자료와 마케팅 자료를 읽어주며 코미디 효과를 낸다. 2019년부터 2021년까지 이 코너는 치킨 샌드위치 전쟁에 지배되었다.[15]

## 같이 보기
- 버거 전쟁
- 커피 전쟁
- 콜라 전쟁
- 음식 트렌드

## 더 읽어보기
- Workman, Katie (2019년 8월 22일). “Fans choose sides in the 'Chicken Sandwich War' of our time”. 《AP (통신사)》. 2021년 7월 17일에 확인함.
- Valinsky, Jordan (2021년 1월 9일). “The fried chicken sandwich wars are heating up. Here are the new entrants”. 《CNN》. 2021년 7월 17일에 확인함.